# Cúp bóng đá Nga
Cúp bóng đá Nga (tiếng Nga: Кубок России) là giải đấu bóng đá loại trực tiếp thường niên được tổ chức bởi Liên đoàn bóng đá Nga.
Các đội vô địch của giải đấu này sẽ có 1 suất góp mặt tại vòng loại thứ nhất của UEFA Europa League. Tuy nhiên, các đội bóng tại Nga, bao gồm cả đội tuyển quốc gia của Nga đều bị cấm tham dự các giải đấu của UEFA do vấn đề chính trị của Nga..

## Các đội tham dự
Tất cả các đội bóng thuộc các giải đấu gồm Giải bóng đá Ngoại hạng Nga, Giải hạng Nhất Nga, Giải hạng Hai Nga và các câu lạc bộ nghiệp dư đều góp mặt tại cúp bóng đá Nga.

## Thể thức giải đấu
Giải đấu được tổ chức theo thể thức đặc biệt:
Vòng loại được phân làm 2 nhánh:
- Nhánh 1 bao gồm 16 câu lạc bộ thi đấu tại Giải bóng đá Ngoại hạng Nga. Các đội được chia vào 4 bảng đấu, mỗi bảng 4 đội. 2 đội đứng đầu mỗi bảng giành quyền tham dự tứ kết nhánh thắng, đội đứng thứ ba sẽ tham dự tứ kết nhánh thua giai đoạn 1.
- Nhánh 2 bao gồm tất cả các đội thi đấu từ các hạng đấu dưới (trừ các đội 2 của các CLB Ngoại hang Nga). Các đội bốc thăm thi đấu loại trực tiếp 1 trận để tìm ra 4 đội tham dự tứ kết nhánh thua giai đoạn 1.

Tại vòng loại trực tiếp, các đội thi đấu theo thể thức loại nhánh thắng - nhánh thua, trong đó:
- Các cặp đấu ở nhánh thắng thi đấu hai lượt đi và về để xác định đội thắng.
  - Các đội thua ở tứ kết nhánh thắng được chuyển xuống tứ kết nhánh thua giai đoạn 2 và thi đấu trên sân khách tại vòng đấu đó;
  - Các đội thua ở bán kết nhánh thắng được chuyển xuống bán kết nhánh thua giai đoạn 2 và thi đấu trên sân khách tại vòng đấu đó;
  - Đội thua ở chung kết nhánh thắng sẽ giành giải đồng hạng ba (ở mùa giải 2022–23 đội này được chuyển xuống chung kết nhánh thua giai đoạn 2 và thi đấu trên sân khách tại trận đấu đó);
  - Đội thắng ở chung kết nhánh thắng sẽ giành quyền vào chơi trận chung kết tổng.
- Các cặp đấu ở nhánh thua chỉ thi đấu một trận duy nhất. Đội chiến thắng sẽ giành quyền vào chơi trận chung kết tổng.
- Trận chung kết tổng được tổ chức trên Sân vận động Luzhniki tại Moskva.

## Trận chung kết
| Mùa giải  | Vô địch | Tỷ số                | Á quân | Sân vận động                               | Khán giả |
| --------- | --- | -------------------- | --- | ------------------------------------------ | -------- |
| 1992–93   | Torpedo Moscow (1) · 8' Savichev                                                                                       | 1–1 (s.h.p.) 5–3 (p) | CSKA Moscow · 20' Faizulin                                                                                     | Sân vận động Luzhniki, Moscow              | 20,000   |
| 1993–94   | Spartak Moscow (1) · 6' Ledyakhov · 11' Karpin                                                                         | 2–2 (s.h.p.) 4–2 (p) | CSKA Moscow · 39' Radimov · 58' Bystrov                                                                        | Sân vận động Luzhniki, Moscow              | 30,000   |
| 1994–95   | Dynamo Moscow (1) | 0–0 (s.h.p.) 8–7 (p) | Rotor Volgograd                                                                                                | Sân vận động Luzhniki, Moscow              | 20,000   |
| 1995–96   | Lokomotiv Moscow (1) · 10', 43' Kosolapov · 85' Drozdov                                                                | 3–2                  | Spartak Moscow · 22' Lipko · 30' Nikiforov                                                                     | Sân vận động Dynamo, Moscow                | 20,000   |
| 1996–97   | Lokomotiv Moscow (2) · 25' Smirnov · 78' Kharlachyov                                                                   | 2–0                  | Dynamo Moscow                                                                                                  | Sân vận động Torpedo, Moscow               | 13,000   |
| 1997–98   | Spartak Moscow (2) · 86' Tikhonov                                                                                      | 1–0                  | Lokomotiv Moscow                                                                                               | Sân vận động Luzhniki, Moscow              | 36,800   |
| 1998–99   | Zenit Saint Petersburg (1) · 57', 59' Panov · 65' Maksymyuk                                                            | 3–1                  | Dynamo Moscow · 26' Pisarev                                                                                    | Sân vận động Luzhniki, Moscow              | 22,000   |
| 1999–2000 | Lokomotiv Moscow (3) · 41' Yevseyev · 96' Bulykin · 113' Tsymbalar                                                     | 3–2 (s.h.p.)         | CSKA Moscow · 32' Semak · 120+1' Kornaukhov                                                                    | Sân vận động Dynamo, Moscow                | 26,000   |
| 2000–01   | Lokomotiv Moscow (4) · 90+4' Janashia                                                                                  | 1–1 (s.h.p.) 4–3 (p) | Anzhi Makhachkala · 90' Sirkhayev                                                                              | Sân vận động Dynamo, Moscow                | 8,500    |
| 2001–02   | CSKA Moscow (1) · 30' Solomatin · 52' Yanovsky                                                                         | 2–0                  | Zenit Saint Petersburg                                                                                         | Sân vận động Luzhniki, Moscow              | 48,000   |
| 2002–03   | Spartak Moscow (3) · 28' Titov                                                                                         | 1–0                  | Rostov | Sân vận động Lokomotiv, Moscow             | 22,000   |
| 2003–04   | Terek Grozny (1) · 90+2' Fedkov                                                                                        | 1–0                  | Krylia Sovetov Samara                                                                                          | Sân vận động Lokomotiv, Moscow             | 17,000   |
| 2004–05   | CSKA Moscow (2) · 68' Zhirkov                                                                                          | 1–0                  | Khimki | Sân vận động Lokomotiv, Moscow             | 25,000   |
| 2005–06   | CSKA Moscow (3) · 43', 90+3' Jô · 90' Vágner Love                                                                      | 3–0                  | Spartak Moscow                                                                                                 | Sân vận động Lokomotiv, Moscow             | 45,000   |
| 2006–07   | Lokomotiv Moscow (5) · 102' O'Connor                                                                                   | 1–0 (s.h.p.)         | FC Moscow | Sân vận động Luzhniki, Moscow              | 45,000   |
| 2007–08   | CSKA Moscow (4) · 65' Vágner Love · 75' Jô                                                                             | 2–2 (s.h.p.) 4–1 (p) | Amkar Perm · 57' Drinčić · 64' Dujmović ·                                                                      | Sân vận động Lokomotiv, Moscow             | 24,000   |
| 2008–09   | CSKA Moscow (5) · 90+2' Aldonin                                                                                        | 1–0                  | Rubin Kazan | Arena Khimki, Khimki                       | 13,000   |
| 2009–10   | Zenit Saint Petersburg (2) · 60' (ph.đ.) Shirokov                                                                      | 1–0                  | Sibir Novosibirsk                                                                                              | Olimp – 2, Rostov-on-Don                   | 15,000   |
| 2010–11   | CSKA Moscow (6) · 13', 69' Doumbia                                                                                     | 2–1                  | Alania Vladikavkaz · 23' Neco                                                                                  | Shinnik Stadium, Yaroslavl                 | 12,900   |
| 2011–12   | Rubin Kazan (1) · 78' R. Yeryomenko                                                                                    | 1–0                  | Dynamo Moscow                                                                                                  | Central Stadium, Yekaterinburg             | 27,000   |
| 2012–13   | CSKA Moscow (7) · 11' Musa · Luân lưu: · Mamayev · V. Berezutsky · Musa · Vágner Love · Doumbia                        | 1–1 (s.h.p.) 4–3 (p) | Anzhi Makhachkala · 74' Diarra · Luân lưu: · Boussoufa · Zhirkov · Willian · Jucilei · Eto'o                   | Terek Stadium, Grozny                      | 28,000   |
| 2013–14   | Rostov (1) · Luân lưu: · Milić · Poloz · Dyakov · Sinama Pongolle · Dzyuba · Gațcan · Lolo                             | 0–0 (s.h.p.) 6–5 (p) | FC Krasnodar · Luân lưu: · Granqvist · Abreu · Laborde · Joãozinho · Ari · Sigurðsson · Gazinsky               | Anzhi-Arena, Kaspiysk                      | 19,500   |
| 2014–15   | Lokomotiv Moscow (6) · 73' Niasse · 104' Boussoufa · 111' Al. Miranchuk                                                | 3–1 (s.h.p.)         | Kuban Krasnodar · 28' Ignatyev                                                                                 | Central Stadium, Astrakhan                 | 16,000   |
| 2015–16   | Zenit Saint Petersburg (3) · 34', 63' Hulk · 55' Kokorin · 69' Yusupov                                                 | 4–1                  | CSKA Moscow · 36' Olanare                                                                                      | Kazan Arena, Kazan                         | 36,600   |
| 2016–17   | Lokomotiv Moscow (7) · 76' I. Denisov · 90' Al. Miranchuk                                                              | 2–0                  | Ural Yekaterinburg                                                                                             | Fisht Olympic Stadium, Olympic Park, Sochi | 24,500   |
| 2017–18   | Tosno (1) · 11' Skvortsov · 80' Mirzov                                                                                 | 2–1                  | Avangard Kursk · 16' Kireyev                                                                                   | Volgograd Arena, Volgograd                 | 40,373   |
| 2018–19   | Lokomotiv Moscow (8) · 27' Barinov                                                                                     | 1–0                  | Ural Yekaterinburg                                                                                             | Samara Arena, Samara                       | 38,018   |
| 2019–20   | Zenit Saint Petersburg (4) · 84' (ph.đ.) Dzyuba                                                                        | 1–0                  | Khimki | Central Stadium, Yekaterinburg             | 3,408    |
| 2020–21   | Lokomotiv Moscow (9) · 18' Kamano · 48' (ph.đ.) Smolov · 84' Murilo                                                    | 3–1                  | Krylia Sovetov Samara · 22' Sarveli                                                                            | Nizhny Novgorod Stadium, Nizhny Novgorod   | 20,808   |
| 2021–22   | Spartak Moscow (4) · 10' Sobolev · 72' Promes                                                                          | 2–1                  | Dynamo Moscow · 55' Zakharyan                                                                                  | Sân vận động Luzhniki, Moscow              | 69,306   |
| 2022–23   | CSKA Moscow (8) · 32' (ph.đ.) Chalov · Penalties: · Chalov · Diveyev · Moisés · Gajić · Medina · Carrascal · Zabolotny | 1–1 6–5 (p)          | FC Krasnodar · 50' Córdoba · Penalties: · Spertsyan · Akhmetov · Córdoba · Batxi · Alonso · Ramírez · Olusegun | Sân vận động Luzhniki, Moscow              | 53,425   |
| 2023–24   | Zenit Saint Petersburg (5) · 81' Nino · 90+5' Alip                                                                     | 2–1                  | Baltika Kaliningrad · 40' Fernandes                                                                            | Sân vận động Luzhniki, Moscow              | 41,776   |